# Serena (Vorname)
Serena ist ein weiblicher Vorname, entstanden aus dem antiken römischen (männlichen) Beinamen Serenus.

## Herkunft und Bedeutung des Namens
Das lateinische Adjektiv serenus – weiblich serena – bedeutet „heiter, klar, freundlich“ und ist verwandt mit griech. ξηρός, xērós („trocken“).

## Namensvarianten
- Sereina, Seraina (rätorom.), Seraine (altfrz.), Sereine (frz.), Serenella (ital. Verkleinerungsform)

## Namenstage
- 30. Januar: Serena von Spoleto
- 16. August: Serena von Rom

## Namensträgerinnen

### Historische Zeit
- Flavia Serena († 408), Nichte des römischen Kaisers Theodosius I.
- Serena von Rom, Gattin des römischen Kaisers Diokletian (236/245–313/316), christliche Märtyrin, Heilige
- Serena von Spoleto († um 291 in Spoleto), christliche Märtyrin, Heilige (in Tholey verehrt)

### Vorname
- Serena Amato (* 1974), argentinische Seglerin
- Serena Armitage (* 1981/1982), britische Produzentin
- Serena Au Yeong (* 2000), singapurisch-österreichische Badmintonspielerin
- Serena Auñón (* 1976), US-amerikanische Astronautin
- Serena Bangerter-Buser (1871–1957), Schweizer Ärztin
- Serena Brancale (* 1989), italienische Musikerin
- Serena Bruin (* 1998), US-amerikanische Volleyballspielerin
- Serena Burla (* 1982), US-amerikanische Langstreckenläuferin
- Serena Daolio (* 1972), italienische Sopranistin
- Serena DeBeer (* 1973), US-amerikanische Chemikerin
- Serena Fiorello (* 1985), Schauspielerin
- Serena Grandi (eigentlich Serena Faggioli, * 1958), italienische Schauspielerin
- Serena Lake (1842–1902), australische Evangelistin
- Serena Lederer (1867–1943), Industriellengattin und Vertraute von Gustav Klimt
- Serena Li Puma (* 2003), Schweizer Fußballspielerin
- Serena Lo Bue (* 1995), italienische Ruderin
- Serena Michelotti (1944–2011), italienische Schauspielerin und Synchronsprecherin
- Serena Mossi (* 2003), italienische Ruderin
- Serena Nanda (* 1938), US-amerikanische Autorin, Anthropologin und Hochschullehrerin
- Serena Ng (* 1959), kanadisch-US-amerikanische Wirtschaftswissenschaftlerin
- Serena Nik-Zainal, malaysischstämmige Ärztin und Gesundheitswissenschaftlerin der Cancer Research UK
- Serena Owusua Dankwa (* 1975), Schweizer Fernsehmoderatorin und Journalistin
- Serena Rossi (* 1985), italienische Schauspielerin, Synchronsprecherin, Sängerin und Moderatorin
- Serena Ryder (* 1983), kanadische Sängerin und Songschreiberin
- Serena Sáenz (* 1994), spanische Opernsängerin
- Serena Scott Thomas (* 1961), englische Schauspielerin
- Serena Shim (1985–2014), US-amerikanische Journalistin libanesischer Abstammung
- Serena Tolino (* 1983), italienische Islamwissenschaftlerin
- Serena Williams (* 1981), US-amerikanische Tennisspielerin